# Рафалович, Анджей
Анджей Рафалович (пол. Andrzej Rafałowicz; 1736—1823) — государственный деятель Речи Посполитой, Президент Варшавы.
Крупный банкир, коммерсант, советник. Владел несколькими объектами недвижимости, лесопилкой и фабрикой в Варшаве.
Принимал участие в политическом движении горожан. А. Рафалович, хотя и участвовал во время Четырёхлетнего сейма в «чёрной процессии» за проведение реформ и принятие закона о городах и о положении мещан, по мнению поляков, вписал своё имя в чёрный список столичных президентов.
Был противником восстания Костюшко. За то, что сопротивлялся открытию ворот городской ратуши повстанцам, утратил доверие мещан и 17 апреля 1794 года был смещён в должности столичного президента.
После взятия Варшавы 4 ноября 1794 года войсками А. В. Суворова, 20 ноября 1794 года комендант Варшавы, генерал Фёдор Фёдорович Буксгевден вновь назначил Анджея Рафаловича и его предшественника Юзефа Михала Лукасевича сопрезидентами Варшавы. Они исполняли эти функции вплоть до перехода города под прусское владычество 25 июля 1796 года.